# UTC+10
UTC+10 er betegnelsen for den tidszone hvor klokken er 10 timer foran UTC.

## UTC+10 bruges som standardtid (vinter på den sydlige halvkugle)
- Dele af Australien (Australian Capital Territory, delstaterne New South Wales (undtaget byen Broken Hill og øen Lord Howe Island), Tasmanien, Victoria)

## UTC+10 bruges året rundt
|  | EET  | Kaliningrad-tid   | UTC+2  | (MSK–1) |
|  | MSK  | Moskva-tid        | UTC+3  | (MSK±0) |
|  | SAMT | Samara-tid        | UTC+4  | (MSK+1) |
|  | YEKT | Jekaterinburg-tid | UTC+5  | (MSK+2) |
|  | OMST | Omsk-tid          | UTC+6  | (MSK+3) |
|  | KRAT | Krasnojarsk-tid   | UTC+7  | (MSK+4) |
|  | IRKT | Irkutsk-tid       | UTC+8  | (MSK+5) |
|  | YAKT | Jakutsk-tid       | UTC+9  | (MSK+6) |
|  | VLAT | Vladivostok-tid   | UTC+10 | (MSK+7) |
|  | MAGT | Magadan-tid       | UTC+11 | (MSK+8) |
|  | PETT | Kamtjatka-tid     | UTC+12 | (MSK+9) |

### Asien
- I dele af Rusland (Khabarovsk kraj, 3 centrale distrikter i Republikken Sakha (Jakutien) herunder Nysibiriske øer, Jødiske autonome oblast, Primorskij kraj) hvor tiden kaldes Vladivostok tid eller MSK+7 da tidszonen er 7 timer foran Moskva tid

### Oceanien
- Guam (hører under USA)
- Nordmarianerne (hører under USA)
- Dele af Mikronesien (delstaterne Chuuk og Yap)
- Papua Ny Guinea
- Dele af Australien (delstaten Queensland)

### Antarktis
- Nogle baser på Antarktis